# Arie de Jong (Fechter)
Adrianus Egbert Willem „Arie“ de Jong (* 21. Juni 1882 in Plantungan, Sulawesi Tengah, Niederländisch-Indien; † 23. Dezember 1966 in Den Haag) war ein niederländischer Fechter. Er nahm an sechs Olympischen Spielen teil (einschließlich der Zwischenspiele 1906). Am erfolgreichsten war de Jong im Säbelfechten, wo er vier seiner insgesamt fünf olympischen Bronzemedaillen gewann und zweimal Weltmeister wurde. Mit dem Degen gewann der Niederländer einmal olympisches Bronze, einen Vize-Weltmeistertitel und als letzten Titel seiner Karriere die Militärweltmeisterschaft 1936.

## Leben
Arie de Jong wurde auf der Insel Sulawesi im heutigen Indonesien geboren. Zwischen 1910 und 1928 gewann er 18 niederländische Meistertitel im Fechten und ist damit bis heute Rekordtitelträger. De Jong siegte neunmal im Degenfechten (1910, 1912, 1920, 1923–1928), sechsmal mit dem Säbel (1910–1913, 1923, 1924) und dreimal im Florettfechten (1911, 1924, 1925).
Im Jahr 1906 nahm de Jong an den Olympischen Zwischenspielen in Athen teil, wobei sein bestes Ergebnis der fünfte Platz mit der Degenmannschaft war, bei den Spielen 1908 in London erreichte de Jong mit der Säbelmannschaft erneut einen fünften Rang. Vier Jahre später gewann der Niederländer bei den Sommerspielen 1912 in Stockholm zwei Bronzemedaillen in den Mannschaftswettkämpfen der Disziplinen Degen und Säbel. Die Säbelmedaille mit dem Team konnte de Jong auch 1920 in Antwerpen verteidigen, außerdem gewann er Bronze im Einzelwettbewerb mit dem Säbel. Bei den Olympischen Sommerspielen 1924 in Paris erkämpfte sich die niederländische Säbelmannschaft wie bereits 1912 und 1920 die Bronzemedaille, die insgesamt fünfte und letzte Bronzemedaille für Arie de Jong. Im Einzelwettbewerb der Säbelkonkurrenz 1924 lag de Jong auf Goldkurs, als im Kampf gegen den Ungarn Sándor Pósta der Stuhl eines Zuschauers zusammenbrach. Das Kampfgericht übersah daraufhin den entscheidenden Treffer des Niederländers, der seine Konzentration und den Kampf verlor. Am Ende belegte er den fünften Rang. 1928 nahm de Jong zum letzten Mal an den Olympischen Spielen in Amsterdam teil. Dabei blieben die fünften Plätze im Degenbewerb und der Säbelkonkurrenz der Mannschaften die besten Resultate.
De Jong wurde daneben bei den Internationalen Fechtmeisterschaften 1922 und 1923 jeweils Europameister im Säbelfechten, des Weiteren gewann er 1923 Silber in der Degenkonkurrenz; die Wettkämpfe stellten gleichzeitig die Weltmeisterschaft dar, sodass de Jong als Doppelweltmeister geführt wird. Der Niederländer nahm nach seinen letzten Olympischen Spielen 1928 nur noch selten an internationalen Wettkämpfen teil, 1936 aber wurde de Jong Militärweltmeister im Degenfechten. 
Nach seinem Ausscheiden aus der niederländischen Armee im Rang eines Majors der Artillerie betrieb de Jong das indonesische Restaurant Tampat Senang in Den Haag. In der südholländischen Stadt starb er 1966 im Alter von 84 Jahren. Knapp 27 Jahre nach seinem Tod benannte Den Haag die Arie de Jongstraat nach dem Fechter.